# Amazing Red
Jonathan Figueroa (Cayey, 26 aprile 1982) è un wrestler portoricano, noto con il ring name Amazing Red.
Lavora nella New Japan Pro-Wrestling. In passato è stato sotto contratto con la Total Nonstop Action Wrestling dove ha vinto il Impact X Division Championship. Dopo un periodo di riposo, torna in TNA in coppia con Suicide. Dopo la scissione, inizia a perdere sempre più spazio nello show. L'8 ottobre 2009 conquista per la seconda volta il Impact X Division Championship battendo Samoa Joe con l'aiuto di Bobby Lashley.
Il 24 settembre 2010 è diventato campione dell'X Division battendo Jay Lethal in un house show a New York. Il titolo lo perde pochi giorni dopo in un house show nel New Jersey.
Il 19 aprile 2011 appare nella trasmissione Xplosion (programma sempre prodotto dalla TNA) interpretando un lottatore mascherato noto come Sangriento (che approssimativamente significa "Il Sanguinario", in spagnolo), personaggio che, il 5 maggio dello stesso anno, ha debuttato anche ad Impact Wrestling sconfiggendo Suicide. La settimana seguente combatte ancora contro Suicide e lo sconfigge nuovamente; da allora Sangriento non si è più visto, tranne per una breve apparizione in uno spezzone nel Backstage.
Il 4 agosto 2011, Johnatan Figueroa lascia la TNA.

## Carriera

### Ring of Honor e TNA (1998–2005)
Figueroa lotts inizialmente come Red, ma Savio Vega gli consiglia di aggiungere "Amazing" al nome durante il suo periodo alla International Wrestling Association. Con la nascita della Total Nonstop Action Wrestling nel 2002, negli Stati Uniti, Red si stabilisce in TNA, dove entra a far parte della X-Division, date le sue piccole dimensioni. Qui, conquisterà il TNA X Division Championship e l'NWA World Tag Team Championship in coppia con Jerry Lynn, titoli che deterrà in contemporanea. Lotta anche nella Ring of Honor in questo periodo, facendo parte della S.A.T. insieme ai cugini Joel e José Maximo. In coppia con AJ Styles, conquista anche i ROH World Tag Team Championship, sconfiggendo i campioni inaugurali Donovan Morgan e Christopher Daniels.
Nel 2003, lotta come Misterio Red durante un tour per la All Japan Pro Wrestling. Durante questo tour, subisce un infortunio al legamento crociato ed è costretto ad operarsi, rimanendo per un anno fuori dalle scene. Ritorna in TNA nel marzo 2004, rimanendo per tutto l'anno. Nel 2005, lascia la TNA. Lotterà un Dark Match per la WWE il 12 maggio 2005, prima dei tapings di SmackDown contro CM Punk, ma non gli verrà offerto alcun ingaggio.
L'ultima apparizione di Red è nella New York Wrestling Association, nell'inizio del 2006, dove perde contro Javi-Air e subisce un'altra lesione al ginocchio. Quasi tre anni dopo, Red fa il suo ritorno nella Jersey All Pro Wrestling, al Best of the Light Heavyweights, perdendo un Fatal 4-Way Match in favore di Archadia, che comprendeva anche Flip Kendrick e Louis Lyndon.

### Ritorno in TNA

#### X Division Champion e varie faide (2009-2011)
Nell'aprile 2009, viene annunciato il suo ritorno nella federazione di Orlando, partecipando al Team 3D Tag Team Invitational Tournament. Il 30 aprile, torna sul ring TNA, facendo coppia con Suicide, sconfiggendo Chris Sabin e Alex Shelley. Suicide e Red non riusciranno tuttavia a vincere il torneo, venendo eliminati dai British Invasion. Il 28 maggio, sfida Suicide per il TNA X Division Championship, ma non riesce a vincere il titolo. On the April 30 edition of Impact! he teamed with then-X Division Champion Suicide to defeat the Motor City Machineguns of Alex Shelley and Chris Sabin. Il 16 agosto, ad Hardcore Justice perde uno Steel Asylum Match. Il 1º ottobre, batte Jay Lethal, Consequences Creed, Shawn Daivari e Kiyoshi in un Ladder Match a 5 uomini, diventando primo sfidante all'X Division Title detenuto da Samoa Joe. La sera successiva, vince il TNA X Division Championship per la seconda volta, battendo Samoa Joe grazie anche alle interferenze di Bobby Lashley. Il 15 ottobre, Red presenta anche il suo nuovo manager, Don West. A Bound for Glory, Red conserva il titolo sconfiggendo Homicide, Christopher Daniels, Suicide, Chris Sabin e Alex Shelley. A Turning Point, difende il titolo dall'assalto di Homicide mentre a Genesis, contro il rientrante Brian Kendrick. Il 28 gennaio, viene attaccato dalla British Invasion, con il rappresentante Rob Terry che incassa la sua valigetta "Feast of Fired", battendo velocemente un malconcio Red e vincendo il titolo. Il 12 aprile, prende il posto di Hernandez nella difesa dei TNA World Tag Team Championship insieme a Matt Morgan, che perde i titoli contro Sabin e Shelley. Dopo il match, Morgan attacca Red, che era stato schienato. Torna ad Impact il 10 giugno, perdendo contro Kurt Angle. Ad un House Show, nella sua città natale, sconfigge Jay Lethal, conquistando l'X Division Championship per la terza volta in carriera. Soli due giorni dopo, perde il titolo contro l'ex campione Lethal. Il 23 dicembre, accetta la sfida di Jeff Jarrett ad un incontro di MMA, venendo sconfitto per sottomissione. Inizia una faida con Jarrett, che porterà anche al debutto di Little Red, oggi conosciuto come Crimson. Presto, i due si divideranno.
Il 19 aprile, a Xplosion, Figueroa debutta come Sangriento, un luchador mascherato, vincendo un Triple Treath Match contro Jay Lethal e Chris Sabin. Il 5 maggio, debutta anche ad Impact, sconfiggendo Suicide. Dopo aver sconfitto di nuovo Suicide, sparisce dalle scene per due mesi, salvo apparire insieme a Eric Young a Destination X nel backstage. Nello stesso PPV, combatte un X Division 1st Contender Match che però viene vinto da Alex Shelley. Questo è stato l'ultimo match di Figueroa in TNA. Infatti, il 4 agosto 2011, lascia la federazione.

## Personaggio

### Mosse finali
- 718 (Tiger feint kick)
- Code Red (Leg trap sunset flip powerbomb) - a volte dalla terza corda
- Infrared (540º corkscrew senton bomb)
- Red Eye (Diving swinging reverse STO) - a volte in versione springboard
- Red Star Press (Standing shooting star press)

## Titoli e riconoscimenti
East Coast Wrestling Association
- ECWA Heavyweight Championship (2)

Impact Championship Wrestling
- ICW Heavyweight Championship (1)
- ICW Tag Team Championship (1 - con Danny Demento)

Maryland Championship Wrestling
- MCW Cruiserweight Championship (1)

New York Wrestling Connection
- NYWC Interstate Championship (1)

Premier Wrestling Federation
- PWF Junior Heavyweight Championship (2)

United States Extreme Wrestling
- USEW United States Heavyweight Championship (1)

United Xtreme Wrestling / USA Pro Wrestling
- UXW/USA Pro United States Championship (2)

Unreal Championship Wrestling
- UCW Heavyweight Championship (1)

Ring of Honor
- ROH World Tag Team Championship (1 - con AJ Styles)

Pro Wrestling Illustrated
- 136º tra i 500 migliori wrestler singoli nella PWI 500 (2011)

Total Nonstop Action Wrestling
- TNA X Division Championship (3)
- NWA-TNA Tag team Championship (1 - con Jerry Lynn)